# 1719 w literaturze
Wydarzenia literackie w 1719 roku.

## Nowe książki

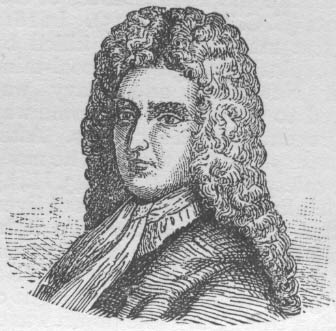
Daniel Defoe

- Daniel Defoe - Robinson Crusoe

## Zmarli
- 17 czerwca – Joseph Addison, angielski pisarz, publicysta i polityk (ur. 1672)